# ويليام فيلد
ويليام فيلد (17 مارس 1816 في أستراليا - 22 يونيو 1890 في المملكة المتحدة) (بالإنجليزية: William Field)‏ هو لاعب كريكت أسترالي. لعب مع فريق تسمانيا للكريكت.

## وصلات خارجية
- ويليام فيلد على موقع إي آس بي آن كريك إنفو (الإنجليزية)